# Glenn Ford

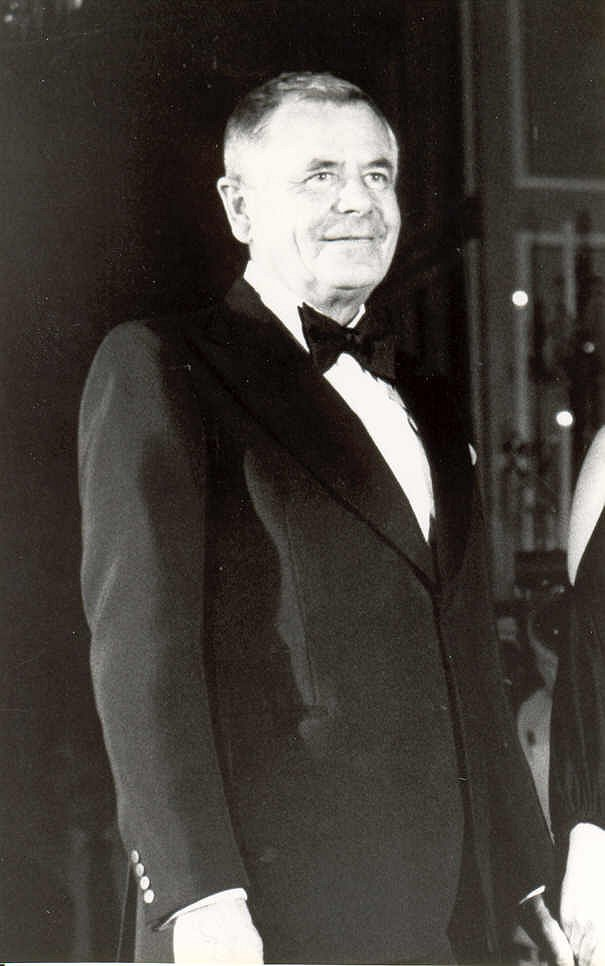
Glenn Ford em 1979.

Glenn Ford nome artístico de Gwyllyn Samuel Newton Ford (Québec, 1° de Maio de 1916 — Los Angeles, 30 de Agosto de 2006), foi um ator americano, nascido no Canadá, ele apareceu em mais de 200 filmes, tornando-se uma das estrelas mais constantes no cinema.

## Biografia
Nascido canadense, mudou-se ainda criança para Santa Monica, na Califórnia, e se tornou cidadão americano em 1939.
Ford é mais conhecido por seus papéis como caubói em faroestes e como um homem normal em circunstâncias incomuns. Sua carreira de ator começou no palco, e seu primeiro grande papel no cinema foi em 1939, no filme Heaven with a Barbed Wire Fence.

## Filmografia parcial
- 1940 - The Lady in Question
- 1941 - Texas
- 1941 - So Ends Our Night
- 1943 - Destroyer
- 1943 - The Desperadoes
- 1946 - Gilda
- 1946 - A Stolen Life
- 1948 - The Man from Colorado (pt.: Pena de Talião)
- 1948 - The Loves of Carmen
- 1951 - Follow the Sun
- 1952 - Affair in Trinidad
- 1953 - The Man from the Alamo (br.: Sangue por sangue; pt.: Invasores)
- 1953 - The Big Heat
- 1955 - Trial
- 1955 - The Americano
- 1955 - Blackboard Jungle (br. e pt.: Sementes de Violência)
- 1955 - Interrupted Melody
- 1956 - The Teahouse of the August Moon
- 1956 - The Fastest Gun Alive (pt.: A Vida ou a Morte)
- 1956 - Jubal (br.: Ao despertar da paixão; pt.: Jubal)
- 1957 - Don't Go Near the Water
- 1957 - 3:10 to Yuma (br.: Galante e sanguinário; pt.: O Comboio das 3 e 10)
- 1958 - Cowboy  (br. e pt.: Como nasce um bravo)
- 1958 - The Sheepman (br. e pt.: O irresistível forasteiro)
- 1959 - It Started With a Kiss
- 1960 - Cimarron
- 1961 - Pocketful of Miracles (br.: Dama por um dia; pt.: Milagre por Um Dia)
- 1962 - Oa Quatro Cavaleiros do Apocalipse
- 1962 - Experiment in Terror (br.: Escravas do medo)
- 1963 - The Courtship of Eddie's Father (br.: Papai precisa casar)
- 1964 - Fate Is the Hunter (br.: O destino é o caçador)
- 1964 - Dear Heart
- 1966 - Paris Brûle-t-il?
- 1976 - A Batalha de Midway
- 1978 - Superhomem